# František Trtílek
František Trtílek (* 28. října 1946 Malhostovice) je český (resp. moravský) římskokatolický duchovní, básník a fotograf.

## Životopis
Absolvoval střední průmyslovou školu slévárenskou v Brně. Po maturitě studoval v letech 1968–1973 Cyrilometodějskou bohosloveckou fakultu v Olomouci. Na kněze byl vysvěcen 30. června 1973. Jeho prvním kaplanským místem byly Jaroměřice nad Rokytnou, v červenci 1976 nastoupil jako administrátor v Telnici. Zde strávil dva roky. V říjnu 1978 byl ustanoven administrátorem farnosti v Brně-Židenicích. Od června 1981 byl farářem v Borkovanech a administrátorem excurrendo v Krumvíři. Na začátku roku 1992 byl navíc na rok a půl ustanoven administrátorem excurrendo v Těšanech. K další změně jeho kněžského působení došlo od července 1993 – byl ustanoven farářem v Kloboukách u Brna a excurrendo administrátorem v Krumvíři a Borkovanech. V roce 2018 se v Borkovanech stal farářem.
Po roce 1989 začal spolupracovat se sdělovacími prostředky. V Československé televizi v dubnu 1990 moderoval první návštěvu papeže Jana Pavla II. v Československu, během devadesátých let v Českém rozhlase uváděl pořad Cesta k lásce a pravdě. 
Od sametové revoluce přispívá literárními příspěvky do různých periodik, je mj. autorem básnické sbírky Desetiletí. Texty básnických sbírek představuje na autorských večerech. 
Nejdelší dobu své kněžské služby strávil v Krumvíři – až do roku 2018. Obecní zastupitelstvo mu v tomto roce udělilo čestné občanství. 